# Mendip
Mendip este un district nemetropolitan situat în Regatul Unit, în comitatul Somerset din regiunea South West, Anglia.

## Orașe din cadrul districtului
- Frome
- Glastonbury
- Shepton Mallet
- Wells

## Vedeți și
- Listă de orașe din Regatul Unit